# Lluís Raspall i Raventós

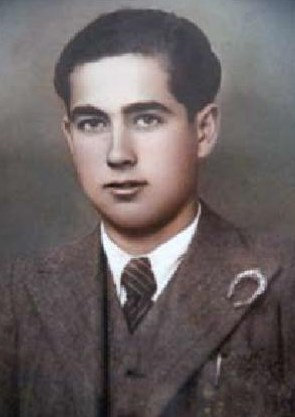
LLuís Raspall Raventós de jove

Lluís Raspall i Raventós (Castellet i la Gornal, Alt Penedès, 1 de setembre de 1922 — Vilafranca del Penedès, Alt Penedès, 14 d'octubre de 2011) va ser un miniaturista català.
Nascut al poble de sant Marçal, a la masia de cal Raspall, ja de ben petit s'inicià amb l'afició de realitzar miniatures. Des de petit ajuda a casa seva treballant la terra. Després de guerra, un dia va anar a Vilafranca, on va tornar a veure a l'entrada una premsa vi romana, aquell dia va prendre mides, arribar a Cal Raspall va començar a realitzar a escala la premsa, aquest va ser l'inici d'una vida dedicada al miniaturista d'articles del món rural. Compartí la seva vida de miniaturista amb el seu amic Joaquim Arnabat Ventosa. Gràcies a la seva fidelitat de la reproducció van realitzar més noranta exposicions per tot Catalunya, potenciant la seva difusió de les activitats agrícoles rurals i de l'artesania, desenvolupant amb mestria els estris del camp i promocionant la zona agrícola i la cultura de la vinya. Durant la seva vida sempre es va reconèixer com a pagès. "Només sóc un pagès" era la seva resposta, a la seva llarga vida dedicada a la pagesia i a les miniatures, i amb el seu profund amor per la terra i el país.
Durant la seva trajectòria, va aconseguir molts premis en reconeixement de la seva tasca artística i cultural. Entre els més destacats, es troben:
- Premi Fira d'Igualada, atorgat pel Foment de Fires i Mercats (1985)
- Reconeixement de l'Institut Català de la Vinya i el Vi (1993)
- Reconeixement de l'Ajuntament de Castellet i la Gornal (2003)
- Diploma de Mestre Artesà, atorgat per la Generalitat de Catalunya, lliurat pel conseller Josep Huguet (2009)[3]